# Anandrao Vithoba Adsul
Anandrao Vithoba Adsul (marathi : आनंदराव विठोबा अडसूळ), né le 1er juin 1947 à Shirambe au Maharashtra, est un homme politique indien, membre du Shiv Sena (SS). Il siège à la Lok Sabha, de 1996 à 1997 et depuis 1999.
En 2018, il est nommé dirigeant du Shiv Sena,.
Adsul a étudié à l'université Shivaji (en) à Kolhapur,.
Il se voit décerner le prix Sansad Ratna en 2011, 2012 et 2013.